# Итонский пристенок
Итонский пристенок (англ. Eton wall game) — традиционная игра с мячом, проводящаяся в Итонском колледже, похожа на регби и футбол.
Игра проводится на площадке шириной 5 метров и длиной 110 метров возле немного искривлённой стены, построенной в 1717 году. Официальный матч проводится один раз в году в День святого Андрея 30 ноября. В этот день игра проводится между двумя традиционными студенческими группами Итона — «Collegers» и «Oppidans». В группу «Collegers» входят 70 королевских студентов, получающих королевскую стипендию. Число 70 обусловлено традиционным количеством студентов с момента основания колледжа во времена Генриха VI. В различных списках колледжа члены группы «Collegers» имеют приставку к имени «KS» (англ. King's Scholar) и проживают отдельно от «Oppidans» в старинных помещениях колледжа. «Collegers» — более привилегированная группа студентов, она всегда имела ряд преимуществ перед «Oppidans», однако с течением времени отличия сокращаются и сейчас носят больше традиционный, а не социальный характер. В группе «Oppidans» состоят все остальные учащиеся Итона, то есть около 1200 человек. Некоторые студенты, не являющиеся членами группы «Collegers», также получают стипендию. В списках колледжа они имеют приставку к имени «OS» (англ. Oppidan's Scholar)). По традиции, «Collegers» являются хранителями стены, возле которой ведётся игра, а также имеют право играть все 5 лет обучения, в отличие от «Oppidans», которые имеют допуск к игре только в последний год обучения. На практике же группе «Oppidans» позволяется пользоваться площадкой для игры тогда, когда они пожелают.

## Правила
На время игры назначается судья для решения спорных моментов, судье запрещено напрямую вмешиваться в игру, кроме случаев опасной игры или получения травм игроками. Игра состоит из двух таймов по 30 минут. В игре обычно участвуют две команды по 10 человек, разрешена одна замена при получении игроком травмы; тактические замены не разрешены. Правилами игры разрешены неопасные силовые приёмы, такие как толкания руками и корпусом; удары кулаками запрещены. Наказанием за нарушение правил является передвижение команды, против которой нарушены правила, на несколько ярдов ближе к цели.
Ни один из игроков команд не имеет права дотрагиваться до мяча частью руки ниже локтя, за исключением зоны мела во время касания.
По правилам игры команды должны переместить мяч вдоль стены к области соперника, называемой «мел» (англ. calx), в области соперника один из игроков атакующей команды должен ногой поднять вдоль стены мяч, другие игроки команды должны дотронуться до мяча рукой и сказать «Есть!» (англ. Got it!). Это действие не считается голом и примерно соответствует регбийной «попытке». За это действие команде даётся одно очко, и она получает право на пробитие мяча по специальной цели, выполняющей роль своеобразных ворот: в одном конце стены это дверь в сад, в другом нужно попасть между деревьев. В случае попадания команда зарабатывает ещё 9 очков. В случае, если гол в «ворота» будет забит с игры, команда получает 5 очков.

## Ход игры
Процесс получения мяча командой и перемещения его вдоль стены является очень трудным и проходит в рамках жёсткой борьбы. По распространённой тактике игры мяч прижимается к стене, команда группируется возле него и продвигается с ним вдоль стены, часто получая об неё ссадины. Иной тактикой является формирование одной из команд фаланги вдоль стены с созданием своеобразного «тоннеля» из присевших игроков, в результате чего мяч проталкивается по коленям атакующих.
Голы в итонском пристенке — явление редкое и случаются примерно раз в десять лет; как правило, матчи заканчиваются счётом 0:0. Последний раз в официальном матче в День святого Андрея гол был забит 30 ноября 1909 года; в неофициальном матче последний раз гол был забит в октябре 2005 года.

## Игроки
В бытность студентами Итона в пристенок играли такие известные люди, как Эрик Блэр, Гарольд Макмиллан, принц Гарри, а также многие другие ставшие впоследствии известными людьми британцы. 
Итонский пристенок достаточно известная игра в Великобритании, а после постоянного участия в игре во время обучения в Итоне принца Гарри приобрела ещё большую популярность благодаря прессе. Но, несмотря на это, в игре участвуют на постоянной основе не более 200 учащихся Итона.
Итонский пристенок — традиционно мужская игра, но изредка проводятся матчи и между женскими командами.
Зрители, как правило, наблюдают за игрой, сидя на стене, возле которой проводится игра.